# Statute of frauds
El Statute of frauds o Ley de fraudes es un tipo de ley que exige que ciertos tipos de contratos se formalicen por escrito, con la firma de la parte contra la que se van a ejecutar y con información suficiente para probar lo acordado.

## Terminología
El término Ley de fraudes proviene del Statute of Frauds (29 Chas. 2 c. 3), una ley creada por el Parlamento de Inglaterra en 1677 (cuyo autor fue Lord Nottingham con la cooperación de Sir Matthew Hale, Sir Francis North y Sir Leoline Jenkins y aprobada por el Parlamento Cavalier), cuyo nombre completo es: An Act for Prevention of Frauds and Perjuries (una ley para la prevención de fraudes y perjurios).
Muchas jurisdicciones de derecho anglosajón (common law) han adoptado disposiciones legales similares, mientras que varias jurisdicciones de derecho continental han incorporado una legislación equivalente en sus códigos civiles. La ley inglesa original puede seguir en vigor en algunas provincias canadienses, en función de la receptividad constitucional o legal de la ley inglesa y de sus desarrollos legislativos subsecuentes

## Aplicación
La Ley de fraudes suele establecer la obligatoriedad de formalizar un contrato por escrito en los siguientes casos: 
- Contratos matrimoniales. Esta disposición incluye los acuerdos prenupciales.
- Contratos que no puedan llevarse a cabo en el plazo de un año. Sin embargo, los contratos de duración indefinida no entran en el ámbito de aplicación de la Ley de fraudes, independientemente del tiempo necesario para su ejecución.
- Contratos para la transferencia de la titularidad de un terreno. Esto se aplica no solo a los contratos de venta de terrenos, sino también a cualquier otro contrato por el que se transfiera un terreno o un derecho real sobre el mismo, como puede ser una hipoteca o una servidumbre.
- Contratos celebrados por el albacea testamentario para pagar una deuda de la herencia con su propio dinero.
- Contratos en los que una parte se convierte en garante (actúa como aval) de la deuda u otra obligación de otra parte.
- Contratos para la venta de bienes por un total de 500,00 dólares o más.

En el caso de una acción para el cumplimiento específico de un contrato de transmisión de un terreno, el acuerdo debe constar por escrito para cumplir la Ley de fraudes. La ley se cumple si el contrato de transmisión se acredita mediante un documento o documentos que contengan los términos esenciales de un contrato de compraventa y la firma de la parte contra la que se pretende ejecutar el mismo. Si no existe un acuerdo por escrito, un tribunal de equity  puede ejecutar específicamente un acuerdo verbal de transmisión solo si se cumple la doctrina del cumplimiento parcial. En la mayoría de las jurisdicciones, el cumplimiento parcial se demuestra cuando el comprador paga el precio de compra, tiene posesión del terreno y realiza mejoras en el mismo, todo ello con el consentimiento del vendedor. En ninguna jurisdicción se cumple mediante el pago del precio de compra únicamente.
De conformidad con el derecho anglosajón, la Ley de fraudes también se aplica a las modificaciones contractuales. Por ejemplo, en un acuerdo verbal para el arrendamiento de un automóvil durante nueve meses, inmediatamente después de la toma de posesión, el arrendador decide que el automóvil le gusta mucho y hace una oferta verbal al arrendatario para prorrogar el plazo del arrendamiento seis meses más. Aunque ninguno de los dos acuerdos entra por sí solo en el ámbito de aplicación de la Ley de fraudes, la prórroga verbal modifica el contrato original para convertirlo en un arrendamiento de quince meses (nueve meses con los seis meses adicionales), de modo que entra en el ámbito de aplicación de la ley, ya que el contrato supera ahora los doce meses de duración. En teoría, el mismo principio funciona también a la inversa, de modo que un acuerdo para reducir un contrato de arrendamiento de quince a nueve meses no requeriría un escrito. Sin embargo, muchas jurisdicciones han aprobado leyes que exigen un escrito para este tipo de situaciones.

### Excepciones
Un acuerdo puede ser ejecutable aunque no cumpla la Ley de fraudes en las siguientes situaciones:
- Una defensa en virtud de la Ley de fraudes también puede verse afectada por una demostración de cumplimiento parcial si se prueba la existencia de una de dos condiciones diferentes. Si las partes han actuado basándose en el acuerdo, como en el caso Riley v. Capital Airlines, Inc., donde el tribunal sostuvo que el cumplimiento parcial no excluye la aplicación de la Ley de fraudes en lo relativo a la parte ejecutoria de un contrato. Cada cumplimiento constituye un contrato que queda fuera de la aplicación de dicha ley y era ejecutable en la medida en que se realice. Sin embargo, la parte no realizada del contrato entra dentro del ámbito de la Ley de fraudes y no es ejecutable. Como resultado, solo la parte realizada del contrato puede recuperarse y la doctrina del cumplimiento parcial no excluye el contrato del ámbito de aplicación de la ley. Por otro lado, el tribunal, en el caso Schwedes v. Romain, sostuvo que el cumplimiento parcial y las causales de estoppel (impedimento) pueden hacer efectivo el contrato.
- El estoppel promisorio puede aplicarse en muchas jurisdicciones, aunque no en todas, cuando la parte acusadora depende de forma perjudicial de un contrato que, de otro modo, no sería exigible. En Inglaterra y Gales, las circunstancias en que el principio jurídico para superar las disposiciones legales son limitadas, y algunas jurisdicciones niegan por completo esta posibilidad.
- La regla de la finalidad principal se aplica a los contratos de garantía o fianza: cuando la promesa del promitente de asumir la deuda de otra persona se realiza principalmente para su propio beneficio económico, se trata de una promesa principal y es aplicable incluso sin que figure por escrito.
- Servidumbres tácitas: las servidumbres, son acuerdos que permiten el uso de un bien inmueble a alguien que no tiene ningún derecho de propiedad sobre el terreno, pueden crearse por ministerio de la ley y no por escrito. Por ejemplo, esto puede ocurrir cuando un terreno está dividido entre varios propietarios y las rutas de servicios públicos existentes o los caminos de acceso, que de otro modo serían intrusivas en una de las propiedades, son razonablemente necesarias para el goce de la otra. En tal caso, el servicio existente debe ser evidente y continuo en el momento de la partición para que se cree una servidumbre tácita. La servidumbre legal constituye un interés sobre el terreno que no requiere escritura para ser ejecutable.

## Por jurisdicción

### Estados Unidos
Para los contratos de compraventa de bienes que se rigen por el Código de Comercio Uniforme de los Estados Unidos se pueden aplicar excepciones adicionales:
- La admisión de la existencia de un contrato por el demandado bajo juramento. Sin embargo, el contrato sólo existiría para la cantidad de bienes que se admitieron. Por ejemplo, si el contrato era por 100 televisores, pero el vendedor admitió ante el tribunal que era por 70 televisores, entonces el contrato existiría sólo por 70 televisores y no por los 100 originales.
- La regla de la confirmación del comerciante. Si un comerciante envía a otro comerciante un escrito que satisface los requisitos de la ley de fraudes y el comerciante receptor razonablemente puede conocer el contenido de la confirmación enviada y no se opone a la misma en el plazo de 10 días, la confirmación es válida para satisfacer la ley en lo que atañe a ambas partes, incluso si la confirmación no ha sido firmada por la parte a la que se cobra.
- Los bienes se fabricaron ex profeso para el comprador y para ello el vendedor 1) comenzó a fabricarlos, o 2) celebró un contrato con un tercero para su fabricación, y el fabricante no puede, sin una carga injustificada, vender los bienes a otra persona en el curso ordinario de sus actividades comerciales. Por ejemplo, camisetas con el logotipo de un equipo de béisbol de las ligas menores o alfombras de pared a pared para una habitación de tamaño irregular.

#### Código Uniforme de Comercio
Además de las leyes generales sobre fraudes, en virtud del artículo 2 del Código Uniforme de Comercio (UCC, por sus siglas en inglés), todos los estados excepto Luisiana han adoptado una ley adicional sobre fraudes relacionada con la venta de bienes. De conformidad con el UCC, los contratos de venta de bienes cuyo precio sea igual o superior a 500 dólares están sujetos a la ley de fraudes, con las excepciones de los comerciantes profesionales que realicen sus transacciones comerciales habituales y de los artículos a medida diseñados para un comprador específico.
La aplicación de la ley de fraudes a las negociaciones entre comerciantes se modificó por las disposiciones del UCC. Existe una disposición “general” en el UCC para los bienes personales no cubiertos por ninguna otra ley específica, en la cual se establece que un contrato para la venta de dichos bienes cuyo precio de compra supere los 500 dólares no es ejecutable a menos que se formalice mediante un escrito firmado. La revisión más reciente de la UCC aumenta el punto de activación de la Ley de fraudes de la UCC a 5000 dólares, pero los estados han tardado en modificar sus versiones legislativas para aumentar el punto de activación.
A efectos de la UCC, un demandado que admite la existencia del contrato en sus alegaciones, bajo juramento en una declaración o declaración jurada, o durante el juicio, no puede utilizar la ley de fraudes como defensa. Sin embargo, una defensa basada en la ley de fraudes todavía puede estar disponible bajo la ley general de un estado.
En lo que respecta a las transacciones bursátiles, el Código Uniforme de Comercio ha derogado la ley de fraudes. Los redactores de la revisión más reciente comentaron que “con el uso cada vez más extendido de medios electrónicos de comunicación, la ley de fraudes es inadecuada para las realidades del mercado de valores”.